# Luis Hernández Rodríguez
Luis Hernández Rodríguez, cunoscut ca Luis Hernández (n. 14 aprilie 1989, Madrid, Spania), este un fotbalist aflat sub contract cu echipa din Segunda División, Cádiz CF.